# Orkus
Orkus —  немецкий журнал, посвящённый альтернативной музыке, выходящий с 1995 года. Журнал освещает темы связанные преимущественно с готической музыкой, индастриалом и метал-музыкой. Комплектуется диском-сборником, который содержит новые музыкальные композиции.
Один из наиболее успешных в Европе журналов об альтернативной музыке и готической культуре.
В 2006 году была запущена англоязычная версия журнала, которая выходила в течение последующих двух лет. Последним номером на английском языке стал 01/2008.